# GLADIATOR 009 in OSAKA
GLADIATOR 009 in OSAKAは、日本の総合格闘技団体「GLADIATOR」の大会の一つ。
2019年4月14日、大阪府大阪市の城東KADO-YAがもよんホール（城東区民センター）で開催された。

## 大会概要
今大会ではGLADIATORと韓国のMMA団体ROAD FCとの対抗戦が組まれた。GLADIATORからはウェルター級王者レッツ豪太、バンタム級王者じゅん、フライ級王者NavEが出場し、それぞれジュン・ユンジェ、ジャン・デヨン、パク・スワンと対戦することに。また、交流が続くDEMOLITONの王座戦（DXFCウェルター級タイトルマッチ）もマッチメイクされている。

## 試合結果
第1試合 フライ級 5分2R
○  親川龍 vs.  道端正司 ×
判定3-0
第2試合 ウェルター級 5分2R
○  スティーブン・ギレスピ vs.  クォン・ドヒョン ×
1R 0:42 ギロチンチョーク
第3試合 バンタム級 5分2R
○  増田拓真 vs.  三上真司 ×
判定2-0
第4試合 フェザー級 5分2R
－  中川皓貴 vs.  今村豊 －
1R 1:46 ノーコンテスト
第5試合 フライ級 5分2R
○  大翔 vs.  ヤックル慎吾 ×
判定3-0
第6試合 フェザー級 5分2R
○  天草ストロンガー四郎 vs.  森宏之 ×
1R 0:58 TKO
第7試合 GLADIATOR vs ROADFC対抗戦 バンタム級 5分2R
○  竹本啓哉 vs.  キム・ジンクック ×
1R 0:58 リアネイキドチョーク
第8試合 フライ級 5分2R
○  宮城友一 vs.  横溝和也 ×
1R 3:15 リアネイキドチョーク
第9試合 GLADIATOR vs ROADFC対抗戦 フライ級 5分2R
△  NavE vs.  パク・スワン △
ドロー 0-0
第10試合 ライト級 5分2R
○  マックス・ザ・ボディー vs.  ウエタ・ユウ ×
判定2-0
第11試合 DXFCウェルター級タイトルマッチ 5分3R
○  長岡弘樹 vs.  石川史俊 ×
判定3-0
第12試合 GLADIATOR vs ROADFC対抗戦 ウェルター級 5分2R
△  レッツ豪太 vs.  ジュン・ユンジェ △
ドロー 0-0
第13試合 GLADIATOR vs ROADFC対抗戦 バンタム級 5分2R
○  ジョン・サンジン vs.  じゅん ×
判定2-0